# Œthelwald
Pour les articles homonymes, voir Æthelwald.
Œthelwald (également Æthelwald ou Æthelwold, né vers 625 et mort après 655) est roi de Deira de 651 à 655.

## Biographie
Œthelwald est le fils du roi Oswald de Northumbrie, tué à la bataille de Maserfield, en 642.
En 651, Oswine, roi du Deira, est tué par le roi de Bernicie Oswiu. Œthelwald devient alors roi, sans que l'on sache s'il a été mis sur le trône par son oncle Oswiu ou s'il a pris le pouvoir contre lui. Par la suite, il s'allie avec l'adversaire d'Oswiu, Penda de Mercie, et l'assiste lors de son invasion de la Northumbrie, en 655. Toutefois, lorsque les armées d'Oswiu et Penda s'affrontent, le 15 novembre, à la bataille de la Winwæd, Œthelwald retire ses forces. Penda est vaincu et tué, peut-être en partie à cause de la désertion d'Œthelwald, qui semble avoir ensuite perdu le Deira au profit d'Alhfrith, placé sur le trône par Oswiu.
Son sort après la bataille est inconnu. Une tradition locale veut qu'il soit devenu ermite à Kirkdale, dans le Yorkshire du Nord.
En dépit de son alliance avec Penda, un roi païen, Œthelwald est un chrétien pieux, fameux pour sa générosité à l'égard de saint Chad, à qui il offre des terres pour bâtir un monastère.